# Limenitis rufilia
Limenitis rufilia är en fjärilsart som beskrevs av Hans Fruhstorfer 1915. Limenitis rufilia ingår i släktet Limenitis och familjen praktfjärilar. Inga underarter finns listade i Catalogue of Life.